# ウォーメモリアル・オペラハウス
ウォーメモリアル・オペラハウス（War Memorial Opera House）は、アメリカ合衆国カリフォルニア州サンフランシスコのバン・ネス・アベニュー301番地にある歌劇場である。1932年に開場した。サンフランシスコ・ウォーメモリアル舞台芸術センターの一部であり、サンフランシスコ・オペラの拠点となっている。
1945年4月にサンフランシスコ会議がこの劇場で開かれ、国際連合憲章が採択され国際連合設立が決定された。また、1951年9月には日本との講和会議がこの劇場で行われ、日本国との平和条約（サンフランシスコ講和条約）が締結された。
ウォーメモリアル（戦争記念）という名称は、第一次世界大戦の全ての従軍者を記念したものである。

## 建築
1927年、サンフランシスコ市は、歌劇場建設のための400万ドルの地方債を発行した。これは、アメリカ初の自治体が所有する歌劇場だった。設計は、以前にサンフランシスコ市庁舎の設計を行ったアーサー・ブラウン・ジュニアと、ロサンゼルスのシュライン・オーディトリアムなどの劇場を設計したG・アルバート・ランズバーグが担当した。
ドーリア式を採用した、控えめで落ち着いた様式になっている。ルーブル美術館のコロネード（列柱）の影響を受けており、粗面積みの1階の上に、大きな窓を囲む2本ずつの柱の列柱が立ち、屋根を支えている。
内部には、通りに並行してアーチ型の格天井を持つロビーがあり、両端に客席に向かう階段がある。
客席の上には、青い丸天井に、アルミニウムとガラスでできた巨大なシャンデリアがある。プロセニアム・アーチには金色の彫刻がある。座席数は3,146席で、そのほかに、オーケストラピットとバルコニー席の後に合計200人分の立見席がある。この数は、メトロポリタン歌劇場（3,800席）やシビック・オペラハウス（3,500席）よりは少ないが、19世紀に建てられたヨーロッパの主要な歌劇場（パリ・オペラ座（2,200席）、ロイヤル・オペラ・ハウス（2,268席）、ウィーン国立歌劇場（2,280席）、スカラ座（2,800席））よりは多い。

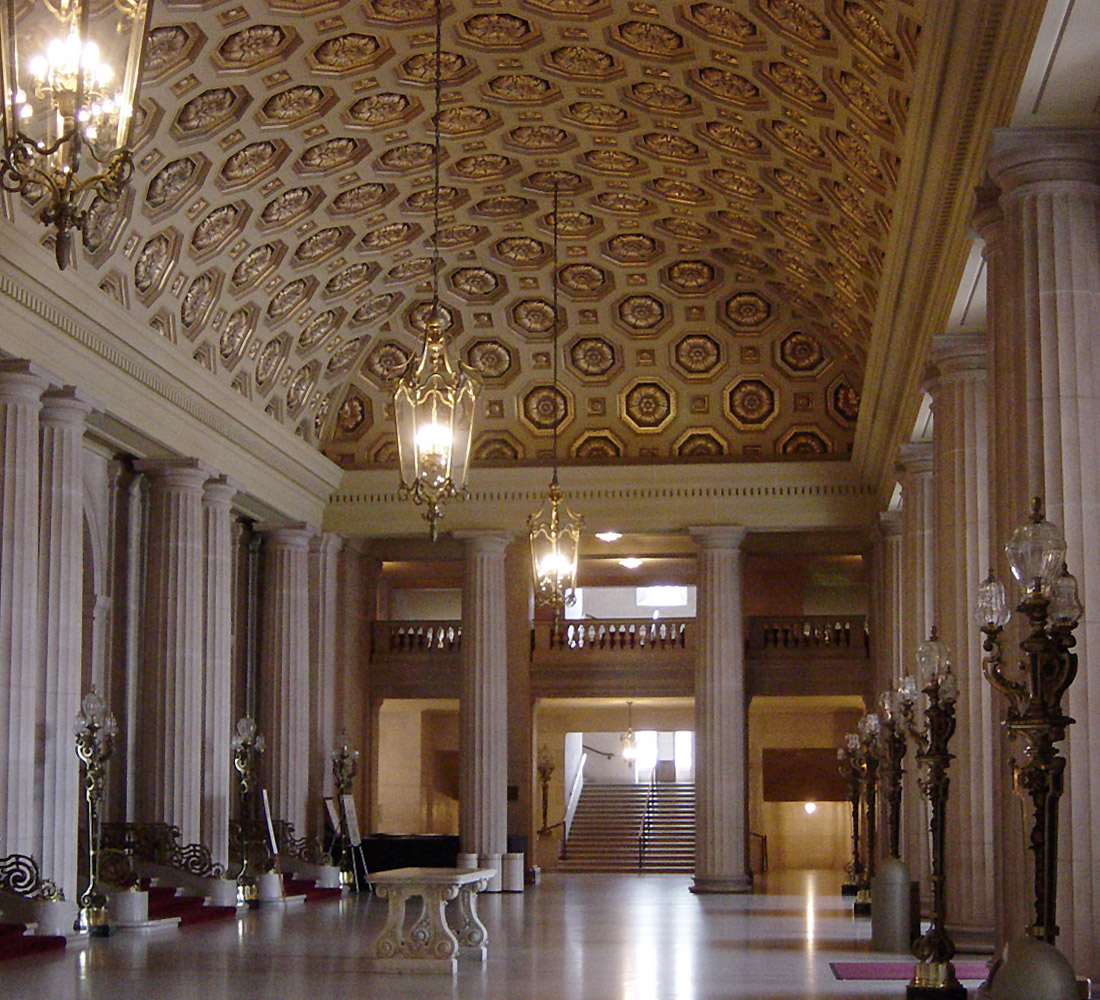
劇場のロビー
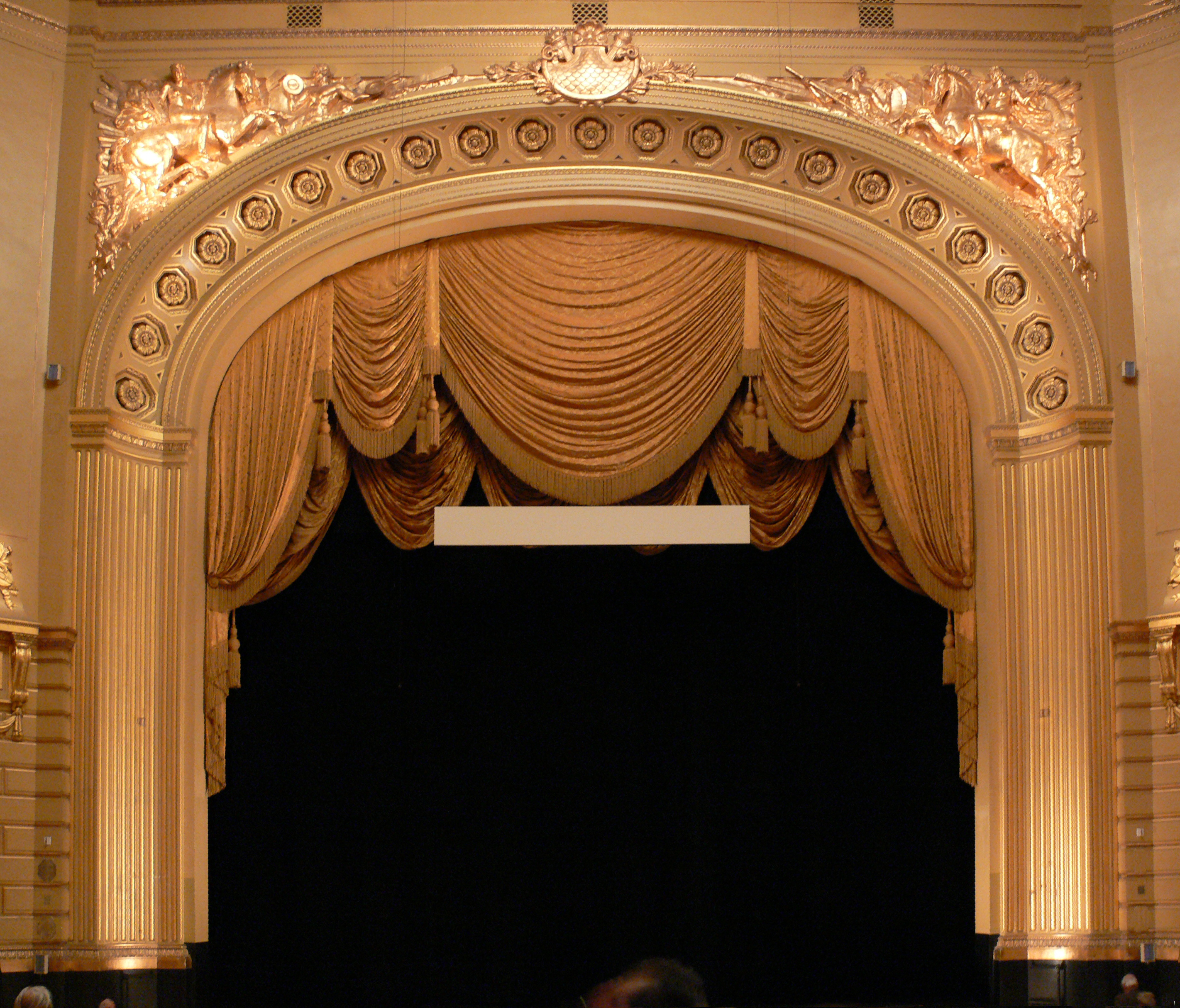
客席から見た舞台とプロセニアム・アーチ

## 歴史
サンフランシスコ交響楽団は、1932年から1980年までこの劇場を本拠地とし、ほとんどのコンサートをこの劇場で開催していた。
1941年12月の真珠湾攻撃によるアメリカの第二次世界大戦参戦後は、この劇場は定期的に照明が消され、演奏中も空襲監視員が敵襲を監視をしていた。
1945年4月にサンフランシスコ会議がこの劇場で開かれた。国際連合憲章が起草され、隣のハーブスト劇場で調印された、その6年後の1951年9月、日本との講和会議がこの劇場で行われ、日本国との平和条約（サンフランシスコ講和条約）がこの劇場とハーブスト劇場で調印された。
カート・ハーバート・アドラーがサンフランシスコ・オペラの総監督を務めていた時、劇場の使用が拡大したことで、この劇場の不具合が明らかになった。特に、事務スペースとリハーサルのためのスペースが不足していた。1979年にバックステージが拡張され、1981年に別館が建設された。また、この劇場の舞台とほぼ同じ広さのゼラバック・リハーサルホール(Zellerbach Rehearsal Hall)が建設され、1980年に開場したデービス・シンフォニーホールと共有の施設として利用された。
1989年10月のロマ・プリータ地震により、この劇場は大きな被害を受けた。1992年より、建築事務所のスキッドモア・オーウィングズ・アンド・メリルと舞台コンサルティング会社のアウアーバック・アンド・アソシエイツにより、改修と耐震工事が行われた。